# Regeringen Kaja Kallas II
Regeringen Kaja Kallas II var Estlands regering från 18 juli 2022 till 17 april 2023. Premiärminister var Kaja Kallas, ledare för det liberala Estniska reformpartiet. Regeringen var en koalition bestående av fem ministrar respektive från Reformpartiet (inklusive premiärministern), Isamaa och Socialdemokraterna. Regeringen efterträdde den första regeringen Kaja Kallas.
Regeringen avgick efter valet till Riigikogu 2023, då Kaja Kallas valde att regera vidare tillsammans med Socialdemokraterna och Estland 200, som ersatte Isamaa i hennes tredje regering.  

## Ministrar och ansvarsområden
| Ansvarsområde Departement                                                   | Namn                   | Parti              | Tillträdde      | Avgick          |
| --------------------------------------------------------------------------- | ---------------------- | ------------------ | --------------- | --------------- |
| Premiärminister Premiärministerns kontor                                    | Kaja Kallas            | Reformpartiet      | 26 januari 2021 | 17 april 2023   |
| Justitieminister Justitiedepartementet                                      | Lea Danilson-Järg      | Isamaa             | 18 juli 2022    | 17 april 2023   |
| Utbildnings- och forskningsminister Utbildnings- och forskningsdepartmentet | Tõnis Lukas            | Isamaa             | 18 juli 2022    | 17 april 2023   |
| Ekonomi- och infrastrukturminister Ekonomi- och kommunikationsdepartementet | Riina Sikkut           | Socialdemokraterna | 18 juli 2022    | 17 april 2023   |
| Entreprenörskaps- och IT-minister Ekonomi- och kommunikationsdepartementet  | Kristjan Järvan        | Isamaa             | 18 juli 2022    | 17 april 2023   |
| Landsbygdsminister Landsbygdsdepartementet                                  | Urmas Kruuse           | Reformpartiet      | 26 januari 2021 | 17 april 2023   |
| Finansminister Finansdepartementet                                          | Keit Pentus-Rosimannus | Reformpartiet      | 26 januari 2021 | 19 oktober 2022 |
| Finansminister Finansdepartementet                                          | Annely Akkermann       | Reformpartiet      | 19 oktober 2022 | 17 april 2023   |
| Förvaltningsminister Finansdepartementet                                    | Riina Solman           | Isamaa             | 18 juli 2022    | 17 april 2023   |
| Försvarsminister Försvarsdepartementet                                      | Hanno Pevkur           | Reformpartiet      | 18 juli 2022    | 17 april 2023   |
| Hälso- och arbetsmarknadsminister Social- och arbetsdepartementet           | Peep Peterson          | Socialdemokraterna | 18 juli 2022    | 17 april 2023   |
| Socialförsäkringsminister Social- och arbetsdepartementet                   | Signe Riisalo          | Reformpartiet      | 26 januari 2021 | 17 april 2023   |
| Inrikesminister Inrikesdepartementet                                        | Lauri Läänemets        | Socialdemokraterna | 18 juli 2022    | 17 april 2023   |
| Utrikesminister Utrikesdepartementet                                        | Urmas Reinsalu         | Isamaa             | 18 juli 2022    | 17 april 2023   |
| Kulturminister Kulturdepartementet                                          | Piret Hartman          | Socialdemokraterna | 18 juli 2022    | 17 april 2023   |
| Miljöminister Miljödepartementet                                            | Madis Kallas           | Socialdemokraterna | 18 juli 2022    | 17 april 2023   |